# Marin Jelinić
Marin Jelinić (Metković, 6 de mayo de 1997) es un jugador de balonmano croata que juega de extremo izquierdo en el SC Pick Szeged. Es internacional con la selección de balonmano de Croacia.
Su primer gran campeonato con la selección fue el Campeonato Europeo de Balonmano Masculino de 2022.

## Palmarés

### Selección nacional
| Campeonato Mundial | Campeonato Mundial           | Campeonato Mundial | Campeonato Mundial |
| Año                | Lugar                        | Medalla            |                    |
| ------------------ | ---------------------------- | ------------------ | ------------------ |
| 2025               | Croacia, Dinamarca y Noruega | Medalla de plata   |                    |

## Clubes
| Club              | País    | Año       |
| ----------------- | ------- | --------- |
| RK Metković       | Croacia | 2013-2015 |
| RK Ribola Kaštela | Croacia | 2015-2017 |
| RK Nexe Našice    | Croacia | 2017-2023 |
| SC Pick Szeged    | Hungría | 2023-Act. |